# Josef Wolkerstorfer
Josef Wolkerstorfer, též Sepp Wolkerstorfer (1. září 1905 Linec – 20. května 1990 Linec), byl rakouský politik a nacistický funkcionář z Horních Rakous, za nacistického režimu starosta Lince.

## Biografie
Vystudoval národní a měšťanskou školu v Linci. Působil jako kloboučník. Složil učňovské zkoušky ve Welsu a Štýrském Hradci. V Linci si zřídil živnost a od roku 1930 zde měl obchod s pánskou módou na Landstraße.
Byl politicky aktivní. Od 1. května 1933 byl členem organizace NSDAP v Linci. Byl organizátorem nacistických akcí. Podílel se na distribuci ilegálního nacistického listu Österreichischer Beobachter. V letech 1935–1938 byl krajským vedoucím tehdy stále ještě ilegální nacistické strany v Linci. V roce 1938 se stal členem jednotek SS, v nichž v srpnu 1939 dosáhl hodnosti Obersturmbannführera.
Po anšlusu Rakouska zaznamenal kariérní postup. Od roku 1938 zastával významné posty v NSDAP. Zasedal v předsednictvu Volkskreditbank Oberösterreich, v letech 1941–1945 byl prokuristou a náměstkem ředitele velkého průmyslového podniku Reichswerke Hermann Göring v Linci. Starostou města Linec byl od počátku německé anexe Rakouska, tedy od 12. března 1938 (bylo mu tehdy necelých 33 let). Funkci zastával do 7. prosince 1939. Podle jiného zdroje byl starostou až do 15. června 1940. Do funkce ho jmenoval Arthur Seyß-Inquart coby starostu-komisaře. S účinnosti od 27. května 1938 byl vrchním starostou města (Oberbürgermeister). Poté, co ve funkci v červnu 1940 skončil, působil ještě do 31. prosince 1940 na městské radnici pod starostenstvím Leopolda Sturmy.
Po válce byl zadržen a souzen ve čtyřech kauzách. V kauze vraždy byl v dubnu 1948 zproštěn viny. V další kauze byl 30. července 1948 soudem Wolkerstorfer uznán vinným z velezrady a odsouzen na 36 měsíců. Později působil jako obchodník s vínem.